# 埃克梅莱丁·伊赫桑奥卢
埃克梅莱丁·伊赫桑奥卢（土耳其語：Ekmeleddin Mehmet İhsanoğlu；1943年12月26日—）是土耳其的學者、外交官與政治人物，他生於埃及開羅，於開羅艾因夏姆斯大学獲學士學位、於艾资哈尔大学獲碩士學位、並於土耳其安卡拉大學獲博士學位。他在伊斯坦堡大學創辦了科學史系，為土耳其大學中首個科學史的院系，並於1984年至2003年擔任該系系主任，此外還曾任教於安卡拉大學、英國艾希特大學、伊諾努大學與德國慕尼黑大學。
伊赫桑奥卢於2005年—2014年擔任伊斯蘭合作組織秘書長，期間發起該組織章程的改革。2014年他獲共和人民黨與民族主义行动党兩個反對黨提名競選土耳其總統，並獲其他數個小黨支持，但最終以約38%得票率不敵時任總理雷杰普·塔伊普·埃尔多安。2015年6月土耳其大選中伊赫桑奥卢代表民族主义行动党當選伊斯坦堡第二選區國會議員，並獲該黨提名參選議長，但未能當選。後來他也成為歐洲理事會議員大會成員。